# Duke Ellington Bridge
De Duke Ellington Bridge is een brug in de Amerikaanse stad Washington D.C. over de Rock Creek. De brug maakt deel uit van Calvert Street en verbindt 18th Street NW in Adams Morgan met Connecticut Avenue NW. Ten zuiden van de brug ligt de Taft Bridge.
De brug, oorspronkelijk "Calvert Street Bridge" genaamd, is een ontwerp van Paul Philippe Cret in neoclassicistische stijl en gebouwd in 1935. De brug verving een stalen 230 meter lange brug uit 1891, gebouwd door de Rock Creek Railway.